# Stenostaura minutissima
Stenostaura minutissima är en fjärilsart som beskrevs av Sergius G. Kiriakoff. Stenostaura minutissima ingår i släktet Stenostaura och familjen tandspinnare. Inga underarter finns listade i Catalogue of Life.